# Hugh Wynn
Hugh Wynn (* 22. September 1897 in Pasadena, Kalifornien; † 8. Januar 1936 in Culver City, Kalifornien) war ein US-amerikanischer Filmeditor.
Hugh Wynn war von Anfang der 1920er Jahre bis zu seinem frühen Tod bei Metro-Goldwyn-Mayer als Filmeditor tätig. Insgesamt wirkte er bei 44 Produktionen mit. Ein Regisseur, mit dem er dabei häufiger zu tun hatte, war King Vidor. Wynn starb mit 38 Jahren.

## Filmografie (Auswahl)
- 1924: Der Mann, der die Ohrfeigen bekam (He Who Gets Slapped)
- 1925: Die große Parade (The Big Parade)
- 1925: Ein König im Exil (Confessions of a Queen)
- 1926: Der scharlachrote Buchstabe (The Scarlet Letter)
- 1926: Mimi (La Bohème)
- 1927: Anna Karenina (Love)
- 1928: Ein Mädel mit Tempo (The Patsy)
- 1928: Es tut sich was in Hollywood (Show People)
- 1928: Buster Keaton, der Filmreporter (The Cameraman)
- 1928: Eine schamlose Frau (A Woman of Affairs)
- 1928: Ein Mensch der Masse (The Crowd)
- 1929: Hallelujah (Hallelujah!)
- 1930: Billy the Kid
- 1930: Anna Christie
- 1930: Romanze (Romance)
- 1930: Paid
- 1930: Die Frau für alle (The Divorcee)
- 1931: Der Champ (The Champ)
- 1931: Der Mut zum Glück (A Free Soul)
- 1931: Laughing Sinners
- 1932: Arsene Lupin, der König der Diebe (Arsene Lupin)
- 1932: Frechheit siegt (Fast Life)
- 1932: Flirt (Huddle)
- 1933: Ein Mann geht seinen Weg (Looking Forward)
- 1934: Der bunte Schleier (The Painted Veil)
- 1934: Abenteuer einer schönen Frau (Sadie McKee)
- 1935: Spione küßt man nicht (Rendezvous)